# Indian River Shores
Indian River Shores é uma vila localizada no estado americano da Flórida, no condado de Indian River. Foi incorporada em 1953.

## Geografia
De acordo com o United States Census Bureau, a vila tem uma área de 18,8 km², onde 13,3 km² estão cobertos por terra e 5,5 km² por água.

### Localidades na vizinhança
O diagrama seguinte representa as localidades num raio de 8 km ao redor de Indian River Shores.

## Demografia
Segundo o censo nacional de 2010, a sua população é de 3 901 habitantes e sua densidade populacional é de 294,18 hab/km². Possui 3 299 residências, que resulta em uma densidade de 248,78 residências/km².